# بلیس (فیلم ۱۹۱۷)
بلیس (انگلیسی: Bliss) یک فیلم است که در سال ۱۹۱۷ منتشر شد. از بازیگران آن می‌توان به هارولد لوید، ببه دنیلز، گاس لئونارد و سمی بروکس اشاره کرد. در ابتدا تصویر می‌شد که این فیلم، یک فیلم گمشده باشد؛ اما در سال ۱۹۷۸ نسخه‌ای از آن کشف شد.